# Teateråret 1928

## Händelser

### Okänt datum
- Erik Wettergren efterträder Tore Svennberg som chef för Dramaten
- Harry Roeck-Hansen blir chef för Blancheteatern i Stockholm

## Priser och utmärkelser
- Marianne Mörner utses till hovsångerska

## Årets uppsättningar

### Augusti
- 31 augusti - Bertolt Brecht och Kurt Weills "Tolvskillingsoperan" har urpremiär i Berlin [1]. Kurt Weill har skrivit musiken [2].

### November
- 3 november - Eugene O'Neills pjäs Sällsamt mellanspel med regi av Per Lindberg har premiär på Dramaten,

### Okänt datum
- Henning Ohlsons pjäs Flottans lilla fästmö uruppförs på Klippans sommarteater.
- Ove Ansteinsson pjäs Hansen uruppförs på Centralteatret i Oslo
- Greatrex Newman och Clifford Greys pjäs Mr. Cinders uruppförs på Adelphi Theatre i London